# Brotogeris
Brotogeris är ett fågelsläkte i familjen västpapegojor inom ordningen papegojfåglar som förekommer från sydvästra Mexiko till sydöstra Brasilien. Släktet omfattar åtta arter:
- Tuiparakit (B. sanctithomae)
- Tiricaparakit (B. tirica)
- Vitvingad parakit (B. versicolurus)
- Chiririparakit (B. chririri)
- Gråkindad parakit (B. pyrrhoptera)
- Orangestrupig parakit (B. jugularis)
- Koboltvingad parakit (B. cyanoptera)
- Guldvingad parakit (B. chrysoptera)